# Předseda úřadu pro obchod a kolonie
Předseda úřadu pro obchod a kolonie, respektive První lord pro obchod (First Lord of Trade) byla funkce člena vlády v Anglii a Velké Británii v letech 1695–1782. Úřad pro obchod a kolonie (Board of Trade) byl zřízen za vlády Viléma Oranžského v prosinci 1695 a nahradil dosavadní výbor Tajné rady pro obchod a kolonie (Committee of the Privy Council for Trade and Plantations). K úpravě kompetencí došlo po zřízení samostatného ministerstva kolonií v roce 1768, úřad byl zrušen v rámci celkové reorganizace státní správy v roce 1782. Správa obchodu přešla znovu pod výbor tajné rady, již v roce 1786 byl ale opět zřízen úřad pro obchod v čele s předsedou, respektive ministrem obchodu (již bez kompetencí pro kolonie). 

## Historie úřadu
Po restauraci Stuartovců byly pro správu obchodu a zámořských držav zřízeny dva orgány – rada pro obchod (7. listopadu 1660) a rada pro kolonie (1. prosince 1660). Obě rady měly 50 členů, personální složení obou rad bylo ale do značné míry identické, takže již tehdy byly položeny základy pro zřízení společné instituce spravující oba resorty. Dlouholetým přdsedou obou státních rad byl významný státník hrabě z Clarendonu, po jeho pádu v nemilosti převzal radu pro obchod králův bratr vévoda z Yorku, do čela rady pro kolonie byl jmenován hrabě Sandwich. V rámci vlády cabal byla ustanovena společná státní rada pro obchod a kolonie, jejím předsedou byl hrabě Shaftesbury. Po rozkladu vlády cabal byly záležitosti obchodu a kolonií podřízeny výboru Tajné rady pro obchod a kolonie (1675–1696). Tento výbor měl 21 členů, zasedali v něm převážně významní státníci z řad aristokracie, kteří zastávali i další funkce. Za vlády Viléma Oranžského byl koncem roku 1695 zřízen úřad pro obchod a kolonie (Board of Trade), v jehož čele stál předseda, respektive 'první lord obchodu' (First Lord of Trade). Ten měl k dispozici radu o 14 členech; členy rady byli automaticky z titulu svých funkcí předseda Tajné rady, lord kancléř, lord strážce tajné pečeti, dva státní sekretáři, kancléř pokladu a první lord admirality. Dalšími členy rady byli komisaři pro obchod a kolonie (Lord Commissioner for Trade and Plantations). Stejně jako  post lorda pokladu na ministerstvu financí nebo lorda admirality na ministerstvu námořnictva byla funkce lorda pro obchod a kolonie odrazovým můstkem pro kariéru řady později významných státníků. S jedinou výjimkou Charlese Townshenda stáli v čele úřadu peerové. 
Po sedmileté válce bylo v roce 1768 zřízeno samostatné ministerstvo kolonií, až do roku 1779 ale zůstaly obě funkce personálně spojeny. Ve své původní podobě byl úřad pro obchod a kolonie zrušen v rámci reorganizace státní správy v roce 1782, správu obchodu dočasně převzal opět výbor Tajné rady (1784–1786), kolonie přešly pod ministerstvo vnitra. Předsedou výboru Tajné rady pro obchod a kolonie (President of the Committee on Trade and Foreign Plantations) byl tehdejší ministr vnitra vikomt Sydney. Již v roce 1786 byl ale zřízen nový úřad pro obchod (již bez kompetencí pro kolonie), jeho prvním předsedou (tj. ministrem obchodu) se stal Charles Jenkinson, 1. hrabě z Liverpoolu. 

## Seznam předsedů úřadu pro obchod a kolonie (1695–1782)
| Jméno                                                          | Foto | Nástup do funkce   | Konec funkce       | Životní data |
| -------------------------------------------------------------- | ---- | ------------------ | ------------------ | ------------ |
| John Egerton, 3. hrabě z Bridgewateru                          |      | 16. prosince 1695  | 9. června 1699     | 1646–1701    |
| Thomas Grey, 2. hrabě ze Stamfordu                             |      | 9. června 1699     | 8. ledna 1702      | 1654–1720    |
| Thomas Thynne, 1. vikomt Weymouth                              |      | 8. ledna 1702      | 25. dubna 1707     | 1640–1714    |
| Thomas Grey, 2. hrabě ze Stamfordu                             |      | 25. dubna 1707     | 12. června 1711    | 1654–1720    |
| Charles Finch, 4. hrabě z Winchilsey                           |      | 12. června 1711    | 16. srpna 1712     | 1672–1712    |
| Francis North, 2. baron Guildford                              |      | 15. září 1712      | 13. prosince 1714  | 1673–1729    |
| William Berkeley, 4. baron Berkeley                            |      | 13. prosince 1714  | 12. května 1715    | 1666–1740    |
| Henry Howard, 6. hrabě ze Suffolku                             |      | 12. května 1715    | 31. ledna 1718     | 1670–1718    |
| Robert Darcy, 3. hrabě z Holdernessu                           |      | 31. ledna 1718     | 11. května 1719    | 1681–1722    |
| Thomas Fane, 6. hrabě z Westmorlandu                           |      | 11. května 1719    | 22. května 1735    | 1681–1736    |
| Benjamin Mildmay, 1. hrabě Fitzwalter                          |      | 22. května 1735    | 27. června 1737    | 1672–1756    |
| John Monson, 1. baron Monson                                   |      | 27. června 1737    | 29. července 1748  | 1693–1748    |
| George Montagu, 2. hrabě z Halifaxu                            |      | 1. listopadu 1748  | 21. března 1761    | 1716–1771    |
| Samuel Sandys, 1. baron Sandys                                 |      | 21. března 1761    | 1. března 1763     | 1695–1770    |
| Sir Charles Townshend                                          |      | 1. března 1763     | 20. dubna 1763     | 1725–1767    |
| William Petty, 2. hrabě ze Shelburne                           |      | 20. dubna 1763     | 9. září 1763       | 1737–1805    |
| Wills Hill, 1. hrabě z Hillsboroughu                           |      | 9. září 1763       | 20. července 1765  | 1718–1793    |
| William Legge, 2. hrabě z Dartmouthu                           |      | 20. července 1765  | 16. srpna 1766     | 1731–1801    |
| Wills Hill, 1. hrabě z Hillsboroughu                           |      | 18. srpna 1766     | 18. prosince 1766  | 1718–1793    |
| Robert Nugent, 1. hrabě Nugent                                 |      | 19. ledna 1767     | 20. ledna 1768     | 1709–1788    |
| Wills Hill, 1. hrabě z Hillsboroughu (zároveň ministr kolonií) |      | 20. ledna 1768     | 31. srpna 1772     | 1718–1793    |
| William Legge, 2. hrabě z Dartmouthu (zároveň ministr kolonií) |      | 31. srpna 1772     | 10. listopadu 1775 | 1731–1801    |
| lord George Sackville-Germain (zároveň ministr kolonií)        |      | 10. listopadu 1775 | 6. listopadu 1779  | 1716–1785    |
| Frederick Howard, 5. hrabě z Carlisle                          |      | 6. listopadu 1779  | 9. prosince 1780   | 1748–1825    |
| Thomas Robinson, 2. baron Grantham                             |      | 9. prosince 1780   | 11. července 1782  | 1738–1786    |